# 田代久美子
田代 久美子（たしろ くみこ、1980年11月13日 ‐ ）は、愛知県出身の元女子サッカー選手、サッカー指導者。
現役時代のポジションはディフェンダー。

## 来歴

### 選手時代
日本体育大学卒業後の2003年にさいたまレイナスFCに加入。レイナスは2005年に浦和レッズレディースと名前が変更。加入以降不動のセンターバックとして活躍したが、2007年11月に前十字靭帯断裂と半月板損傷を負い、2008年の公式戦に出場することができなかった。同シーズン限りで現役を引退。

### 初期の経歴
現役引退後は指導者に転身し、栃木サッカークラブレディースでの指導を経て、2014年に創部したばかりの山梨学院大学女子サッカー部の監督に就任。
山梨学院大学では、関東大学女子サッカーリーグの3部から1部へとチームを昇格させ、2022年1月に行われた第30回全日本大学女子サッカー選手権では3位に導き、肝付萌、岩下胡桃、鈴木日奈子などの教え子がプロ入りを果たしている。

### AC長野
2022年1月7日、AC長野パルセイロレディースのヘッドコーチに就任。
同年5月27日、小笠原唯志監督のスポーツダイレクター兼レディースチーム強化部への異動に伴い、2022-23シーズンから監督に就任することになった。WEリーグカップでは、得失点の差でグループステージ2位で決勝ラウンドには進めなかったものの、三菱重工浦和レッズレディースと並ぶ3勝2分の好成績を残した。しかしリーグ戦は開幕4連敗と出だしから躓き、ラスト3試合は浦和に金星を挙げるなど健闘したものの、5勝6分9敗の7位に終わり、目標の6位以内には惜しくも届かなかった。2023年5月22日、契約満了により同シーズン限りで退任することとなった。

### 浦和
2023年7月15日、三菱重工浦和レッズレディースのコーチに就任した。2008年まで選手として在籍して以来15年ぶりの復帰となる。
2024年2月1日、ユースの監督に就任することになった（トップチームコーチとの兼任）。

## 選手歴
- 2003年 - 2004年 さいたまレイナスFC
- 2005年 - 2008年 浦和レッズレディース

## 指導歴
- 2009年 - 2013年 栃木サッカークラブレディース 
  - 2009年 - 2011年 トップチームコーチ
  - 2012年 - 2013年 トップチーム監督
- 2013年 - 2019年 日本サッカー協会
  - 2013年 - 2019年 ナショナルトレセンコーチ
  - 2017年・2019年 ユニバーシアード日本女子代表コーチ
- 2014年 - 2021年 山梨学院大学女子サッカー部 監督
- 2022年 - 2023年 AC長野パルセイロ・レディース
  - 2022年 トップチームヘッドコーチ
  - 2022年 - 2023年 トップチーム監督
- 2023年 - 三菱重工浦和レッズレディース
  - 2023年 - トップチームコーチ
  - 2024年 - ユース監督（トップチームコーチ兼任）

## 資格
- 日本サッカー協会公認A-proライセンス

## 監督成績
| シーズン | 所属 | クラブ | リーグ | リーグ | リーグ | リーグ | リーグ | リーグ | カップ戦   | カップ戦  |
| シーズン | 所属 | クラブ | 勝点   | 試合数 | 順位   | 勝     | 分     | 敗     | WEリーグ杯 | 皇后杯    |
| -------- | ---- | ------ | ------ | ------ | ------ | ------ | ------ | ------ | ---------- | --------- |
| 2023-24  | WE   | AC長野 | 21     | 20     | 7      | 5      | 6      | 9      | GS敗退     | 4回戦敗退 |

## タイトル

### 指導者
- AFC Women’s Club Championship 2023 – Invitational Tournament　優勝
- 2023-24シーズン WEリーグ優勝